# Witteric
Witteric, död 610, var kung i västgotiska riket från 603 till 610. 